# مقاطعة ألليغاني (نيويورك)
مقاطعة ألليغاني (بالإنجليزية: Allegany County)‏ هي إحدى المقاطعات في ولاية نيويورك في الولايات المتحدة الأمريكية.
تتبع المقاطعة مقر بلمونت.